# 梯剛之
梯 剛之（かけはし たけし、1977年8月2日 - ）は、日本のピアニスト。父は元NHK交響楽団ヴィオラ奏者の梯孝則、母は声楽家。

## 人物
東京都八王子市出身。生後1ヶ月で小児癌のため失明。4歳でピアノのレッスンを始める。佐々木弥栄子、高岡慶子、阿部美果子にピアノを、中島良史に作曲を師事。1990年、八王子市立中山小学校を卒業と同時にウィーンに渡り、ウィーン国立音楽大学準備科に入学し、ヴァイスハール教授に師事。ノエル・フローレス、遠山慶子、エリック・ハイドシェック、アンドラーシュ・シフの薫陶も受ける。音楽に対する真摯な取り組みは、文溪堂「5年生の道徳」に「心にうったえる音楽を目指して - 梯剛之」として掲載された。また、2005年、子供に伝えるクラシック委員会を設立、2006年から2010年にクラシック音楽を紹介するDVD（モーツァルト・シューベルト・ベートーヴェンの3部作）を制作し全国の小学校・特別支援学校24,000校に無償配布、クラシック音楽の普及に努めている。

## 経歴
- 1994年 - オーストリア放送協会オーデション合格、ウィーン・ムジカ・ユーベントゥティース優勝、チェコ盲人弱視者国際音楽コンクール優勝、ドイツ・エトリンゲン青少年国際ピアノコンクール（Bカテゴリー）優勝。ウィーンにて、初めて協奏曲を演奏。日本でのデビューリサイタルがCDとして発売される。
- 1995年 - 米国ストラヴィンスキー青少年国際コンクール第2位。
- 1997年 - 村松賞受賞。エーリッヒ・ビンダー指揮東京交響楽団と日本での協奏曲デビュー。
- 1998年 - ロン・ティボー国際コンクール（パリ）第2位、SACEM賞（リサイタル賞）、シュピオンボノー財団賞受賞。
- 1999年 - 都民文化栄誉章、出光音楽賞、点字毎日文化賞受賞。
- 2000年 - 九州沖縄サミット宮崎外相会合で演奏。
- 2000年 - 第14回ショパン国際ピアノコンクール・ワルシャワ市長賞受賞。
- 2002年 - ザルツブルク・モーツァルテウム管弦楽団と日本ツアーを行う。ニューヨークのカーネギーホール（大ホール）でリサイタル。
- 2003年 - 小澤征爾指揮新日本フィル、ダニエル・ハーディング指揮マーラー室内管弦楽団と共演。

その他、プラハ交響楽団、国立サンクトペテルブルク交響楽団、フランス国立管弦楽団、ドレスデン歌劇場室内管弦楽団、バーデン・バーデン交響楽団、スロバキア・フィル、フランス国立ロワール管弦楽団、オストロボスニア室内管弦楽団、ロイヤル・ストックホルム・フィル、NHK交響楽団、日本フィルハーモニー交響楽団、読売日本交響楽団、東京都交響楽団など数多くのオーケストラと、ジャン・フルネ、ガリー・ベルティーニ、ユベール・スダーン、アラン・ギルバート、秋山和慶、小林研一郎、ゲルト・アルブレヒト、ファビオ・ルイージ、ハンス・グラーフら数多くの指揮者と共演。またライプツィヒ弦楽四重奏団とも重ねて共演している。
これまでに日本、韓国、タイ、米国およびヨーロッパ各地（オーストリア、ドイツ、チェコ、スロバキア、フランス、イタリア、ロシア、スウェーデン）、南米各地（アルゼンチン、ブラジル、ウルグアイ、ベネズエラ）で演奏。

## チャリティ活動・社会活動
- 1999年10月 - 点字毎日文化賞受賞（視覚障害者の文化や教育、福祉の向上への貢献により受賞）。
- 2001年4月 - 林原・梯剛之＝小児ガン基金設立（小児がんの後遺症がありながらも芸術・音楽などの分野で活躍を目指す人に長期的奨学金支給）。
- 2002年10月 - メモリアル・スローン・ケタリングがんセンター（米国）でチャリティリサイタルとカーネギーホール・リサイタルの収益金を寄付。
- 2004年2月 - オーストリア国立図書館に音楽遺産の保護を目的として寄付。
- 2004年11月 - 中越地震被災地慰問コンサート
- 2005年1月 - 聖アンナ小児ガン病院付属研究所のためのチャリティリサイタル（ウィーン・コンチェルトハウス）
- 2005年10月 - 子供に伝えるクラシック制作委員会（DVD配布により日本の小学生に自らの演奏を通じて語りかけるプロジェクト）を設立。
- 2005年12月 - スマトラ沖大地震チャリティコンサート（バンコク、プーケット）
- 2006年1月 - 子供に伝えるクラシック制作委員会旗揚げコンサート（ゲスト：黒柳徹子)
- 2006年12月 - 子供に伝えるクラシックDVD（モーツァルトは生命の輝き）-文部科学大臣推薦- を、全国24,000の小学校・特別支援学校に無償配布（出演ピアノ演奏：梯剛之、語り：黒柳徹子）。
- 2008年5月 - 子供に伝えるクラシックDVD（シューベルト・希望の木の下に）-文部科学大臣推薦・オーストリア大使館後援- を、全国24,000の小学校・特別支援学校に無償配布（出演ピアノ演奏：梯剛之、語り：竹下景子）。
- 2009年1月 - ユネスコ災害復興支援チャリティーイベント参加
- 2009年12月 - 塙保己一賞受賞（逆境を越えての音楽活動、一連のチャリティ活動に対し埼玉県より奨励賞受賞）
- 2010年5月 - 子供に伝えるクラシックDVD（ベートーヴェン・限りない音楽の力を信じて）を、全国24,000の小学校・特別支援学校に無償配布（出演ピアノ演奏：梯剛之、語り：山根基世）。
- 2012年5月 - 東日本大震災被災地慰問コンサート（南三陸志津川中学校、大船渡市、石巻中学校）
- 2012年9月 - 東日本大震災被災地慰問コンサート（飯舘中学校開校記念）
- 2014年7月　-　世界平和祈念コンサート出演(サラエボ)

その他、小児がんチャリティコンサートの開催や毎日新聞社主催小児がん征圧キャンペーンリサイタルやコンサートなど数多く出演。

### ◇子どもに伝えるクラシック－活動内容
- 2013年5月 NPO「子どもに伝えるクラシック」設立(主として国内外の子供たちや災害の被災者を対象とするコンサート等の活動)
- 2013年: 6月　北広島市立緑陽中学校、7月　札幌大谷高校
- 2013年12月　福島県復興支援ピアノコンサート(郡山)
- 2014年2月　東日本大震災復興支援チャリティコンサート
- 2014年: 2月　コルトーホール(山口県川棚等・小学生対象)、3月　下関南高校管弦楽部との共演、5月　リージング小学校(オーストリア)、7月　アジア教育友好協会10周年記念行事、9月　士別中学校、12月　今江小学校(石川県)

## テレビ出演等
- 1995年5月 - テレビ朝日系「徹子の部屋」
- 1995年5月 - テレビ東京「ドキュメンタリー人間劇場」～家族が支えた盲目のピアニスト
- 1999年 1月 - NHK「クローズアップ現代」～音に光を見た～
- 2000年10月 - NHK「音楽と出会う瞬間」
- 2000年11月 - NHK「にんげんドキュメント」～心の音を奏でたい
- 2000年12月 - NHK「ショパンコンクール2000」
- 2001年 1月 - NHK「21世紀旅立ちの日・生命の話をしよう」
- 2001年 1月 - NHK「ETV2001」～いのちの対話（生命科学者 柳澤桂子との対話）
- 2002年12月 - TBS系「情熱大陸」～ピアニスト梯剛之
- 2004年 3月 - テレビ朝日系「徹子の部屋」
- 2006年 3月 - TBS系「夢の扉 〜NEXT DOOR〜」
- 2006年 7月 - NHK「課外授業 ようこそ先輩」
- 2006年12月 - NHK「スタジオパークからこんにちは」
- 2009年 7月 - NHK「福祉ネットワーク」

その他、日本テレビ系「深夜の音楽会」NHK「N響アワー」「芸術劇場」「クラシックアワー」「毎日モーツァルト」「ぴあのピア」、NHK-FM「ベストオブクラシック」など多数。

## CD・著書

### CD
- 『梯剛之ピアノリサイタル』（1995年、アート・ユニオン、ART-3039）
- 『梯剛之プレイズ・モーツァルト』（1995年、キングレコード、KICC-192）
- 『梯剛之プレイズ・モーツァルト2』（1997年、キングレコード、KICC-226）
- 『'98ロン・ティボー国際コンクールライブ』（1998年、IMS-REM）
- 『梯剛之プレイズ・ショパン』1999年、キングレコード、KICC-300）
- 『第14回ショパン国際ピアノコンクール』Vol.3（2000年、maxell）
- 『梯剛之ピアノコンサート』(2001年、キングレコード、非売品）
- 『梯剛之 伝説のライブ』（2003年、毎日新聞社、MNCL-101）
- 『梯剛之 熱情』（2004年、毎日新聞社、MNCL-103）
- 『ベートーヴェン「エロイカ」』（2009年、アート・ユニオン、ART-3123）
- 『水の反映」』（2013年、アート・ユニオン、ART-3137）
- 『梯剛之ピアノリサイタル2013　ライブ』（2014年、ソナーレ・アート・オフィス、SONERE1023)
- 『ウォルフガング・ダヴィッド&梯剛之デュオリサイタル2013』(2014年、ソナーレ・アート・オフィス、SONERE1025)
- 『梯剛之ピアノリサイタル2014』（2015年、ソナーレ・アート・オフィス、SONERE1027)
- 『ヴォルフガング・ダヴィッド＆梯剛之 デュオ ・リサイタル2015』(2016年、SONARE1030)
- 『梯剛之ピアノ・リサイタル2016』（2016年、ソナーレ・アート・オフィス、SONARE1031)
- 『ヴォルフガング・ダヴィッド＆梯 剛之デュオ・リサイタルVol.III』（2016年、ソナーレ・アート・オフィス、SONARE1032)
- 『ヴォルフガング・ダヴィッド＆梯 剛之 デュオ・リサイタル2016』（2017年、ソナーレ・アート・オフィス、SONARE1036)
- 『ヴォルフガング・ダヴィッド＆梯剛之デュオ・リサイタル2017』（2018年、ソナーレ・アート・オフィス、SONARE1041)
- 『ショパン:ピアノ協奏曲』 (2018年、ソナーレ・アート・オフィス、SONARE1042)
- 『ショパン：ピアノ・ソナタ第2番、第3番』 (2019年、ソナーレ・アート・オフィス、SONARE1043)
- 『ヴォルフガング・ダヴィッド　梯剛之 - アンコール！』 (2019年、ソナーレ・アート・オフィス、SONARE1045)
- 『ヴォルフガング・ダヴィッド＆梯 剛之デュオ・リサイタル2018』 (2019年、ソナーレ・アート・オフィス、SONARE1046)

#### 著書
- 『いつも僕のなかは光』（2005年、角川書店）
- 『天恵の音楽』子供に伝えるクラシック制作委員会編（2009年、日本地域社会研究所）